# En droppe i havet
 En droppe i havet är ett idiomatiskt uttryck som kan indikera om något som gör väldigt lite skillnad i ett större sammanhang. Om man till exempel själv sorterar sopor men få andra gör det, kan ens egna insatser kännas som en droppe i havet.
Andra uttryck med samma innebörd är en fis i rymden eller en piss i Nilen/Mississippi.